# Бруно Kицо
Бруно Кицо (19. април 1916 — 14. август 1969) био је италијански фудбалер који је играо на позицији везног играча.
Рођен у Удинама, Кицо је играо током 1930-их и 1940-их за Тријестину, Милан, Ђенову, Анконитану и Удинезе. Одиграо је 195 утакмица у Серији А и постигао 18 голова.
Са италијанском фудбалском репрезентацијом био је најмлађи играч изабран у тим за Светско првенство у фудбалу 1938. године и постао је светски шампион упркос томе што није одиграо ниједну утакмицу током целог турнира.